# 瓦房庄冶铁遗址
瓦房庄冶铁遗址位于河南省南阳市宛城区瓦房庄，遗址面积达18万平方米。

## 出土文物
在该遗址中发掘出熔炉基有17座，皆半地穴式，由炉门、火膛、炉床、烟囱四部分组成。窑址有4座，铁块达400斤，陶范约400块，出土的锻制铁器包括有刀、镰、锄和矛，范铸铁器有齿轮、镢、锛、锤，铸造工具有坩埚、热风管及耐火材料等。